# De Bruud van Cantiken
De Bruud van Cantiken is een Middelnederlandse religieuze tekst die een moreel-mystieke interpretatie van het Hooglied weergeeft. Alle Middelnederlandse Hoogliedteksten staan, voor zover ze zich met exegese bezighouden, nadrukkelijk met de Latijnse commentaartraditie in verbinding. Ook de Bruud van Cantiken laat verschillende perspectieven van de traditie zien. 

## Overlevering

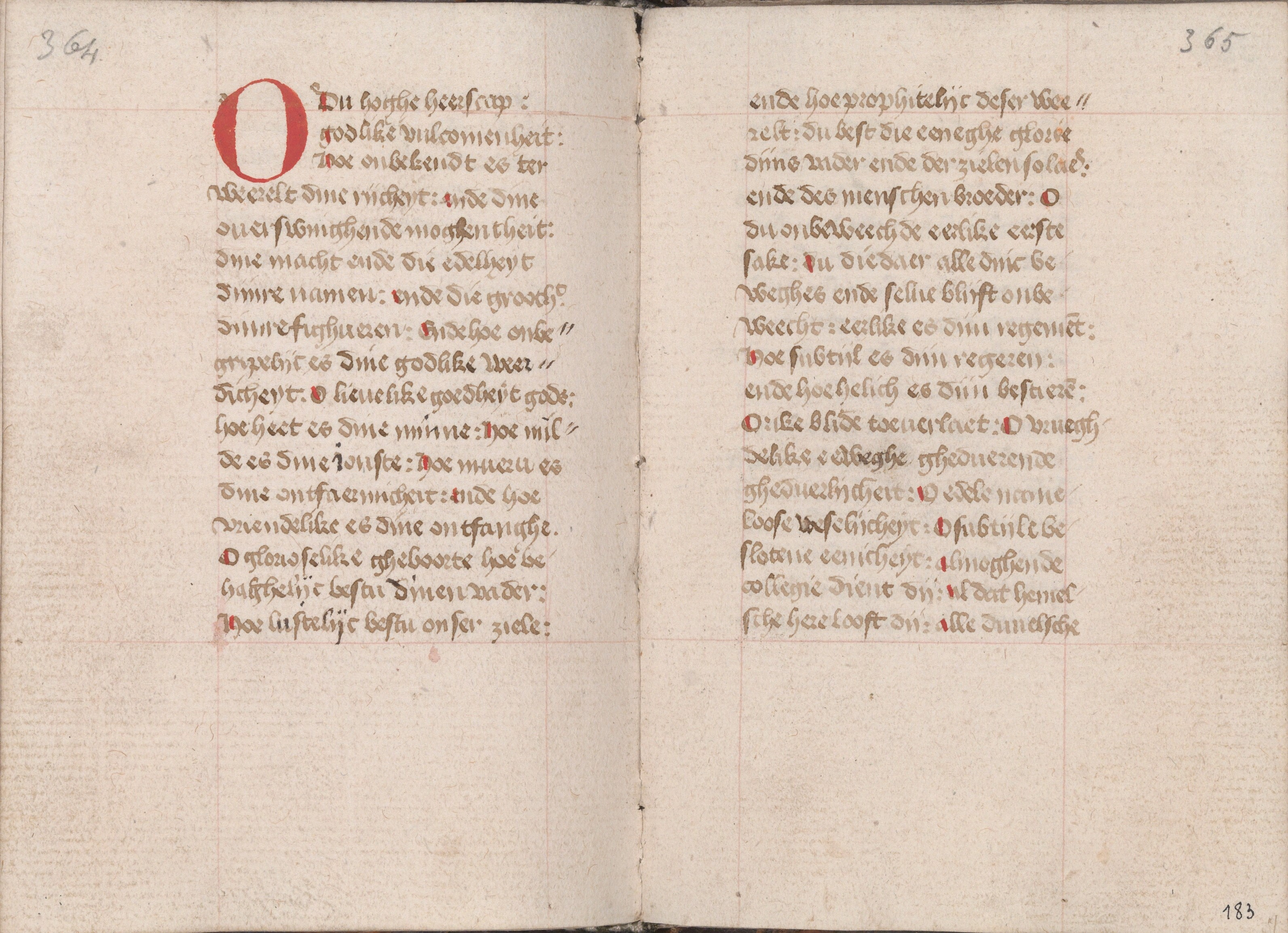
Fragment uit de Bruud van Cantiken. Handschrift uit Gent, gekopieerd door Joris van Messem in 1460.

De Bruud van Cantiken is een tekst die geheel of gedeeltelijk in zes handschriften voorkomt. Al deze handschriften zijn uit de tweede helft van de vijftiende eeuw, waarschijnlijk tevens de periode waarin de tekst geschreven is. Het begin van de tekst is ook in de Duitse versie bekend. Een Duitse overlevering van de gehele tekst die zelfs aan de basis van de Middelnederlandse versie zou kunnen liggen - mag daarom niet uitgesloten worden. 
Een goed bewaard handschrift dat het verhaal inhoudt, werd vervaardigd en gekopieerd door Joris van Messem in 1460. Dit gebeurde in Gent, waar het manuscript lang bewaard bleef bij de Zwartzusters. Uiteindelijk raakte het manuscript in handen van de Universiteitsbibliotheek Gent, waar het nog altijd bewaard ligt. Het bevat naast de Bruud van Cantiken ook nog een gebed tot de Heilige Drievuldigheid.

Klaarblijkelijk was de Bruud van cantiken vatbaar voor verdere compilerende uitbreiding. Het handschrift in Gent bevat namelijk een gedeelte van het Limburgs Sermoen 43, getiteld Dets dbuec van den geesteleken winkelre. Dit sermoen handelt over Cant. 1,3: 
"Ay suete ioncfrouwen van Jherusalem, der Coninc leitde mi in sinen winkelre ende ordinerde in mi die caritate, dats die sute minne."
Het is ingepast in het commentaar bij het betreffende Hoogliedvers. De tekst van de commentaar in een handschrift in Brussel (KB, IV 896) wijkt reeds van de andere tekstgetuigen af doordat het gehele Hooglied erin wordt besproken, bovendien is het uitgebreid met op f. 180r-193v een traktaat onder de titel een geestelike palmboem van contemplatien.

## Inhoud
De Bruud van Cantiken is een enigszins hybride tekst. Hij begint op de toon en in het idioom van de hartstochtelijke bernardijnse twaalfde-eeuwse Hoogliedmystiek, maar ontpopt zich al snel als een typisch vijftiende-eeuws commentaar dat slechts zelden nog de hoogten van passie- of bruidsmystiek benadert, en doorgaans de veilige grond van ascese en passiedevotie verkiest. De inleiding sluit inhoudelijk bij Bernardus van Clairvaux aan en lijkt de gepassioneerdheid en intensiteit van een mystieke interpretatie aan te kondigen. Het verhaal is toch een onevenwichtige verbinding van de twaalfde-eeuwse mystieke passie met de vijftiende-eeuwse ascese en levert zo een zelfstandige en kunstzinnige prestatie. 